# Amanda Walsh

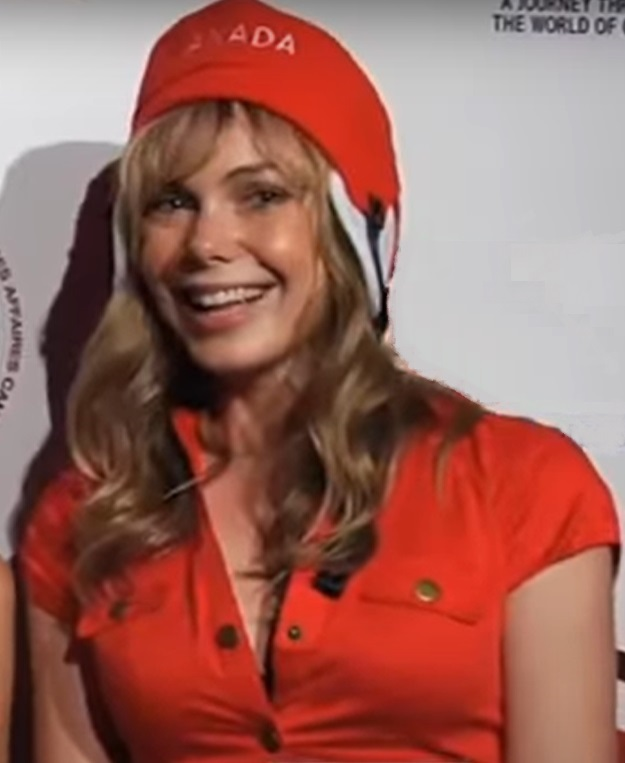
Amanda Walsh (2011)

Amanda Walsh (Rigaud, 3 ottobre 1981) è un'attrice canadese.

## Biografia
Amanda nasce a Rigaud nel Québec. Frequenta la Hudson High School e, fin dall'età di dodici anni, lavora come attrice nella TV canadese facendo numerose apparizioni in vari spettacoli televisivi.
Nel 2007 recita nel film 14 anni vergine e sempre nello stesso anno ricopre una piccola parte nel film thriller Disturbia.
Nel 2008 le viene assegnato il ruolo di protagonista femminile, al fianco di Matt Lanter, nel film Wargames 2 - Il codice della paura seguito del film Wargames - Giochi di guerra.
Nel 2009 recita una piccola parte nella commedia La rivolta delle ex.

## Filmografia parziale

### Cinema
- Disturbia, regia di D. J. Caruso (2007)
- 14 anni vergine (Full of It), regia di Christian Charles (2007)
- Wargames 2 - Il codice della paura (Wargames: The Dead Code), regia di Stuart Gillard (2008)
- La rivolta delle ex (The Ghosts of Girlfriends Past), regia di Mark Waters (2009)
- Un principe in giacca e cravatta (Beauty & the Briefcase), regia di Gil Junger (2010)
- Parto con mamma (The Guilt Trip), regia di Anne Fletcher (2012)
- Mercy, regia di Peter Cornwell (2014)

### Televisione
- Smallville (Smallville) – serie TV, episodio 4x04 (2004)
- The Big Bang Theory - episodio pilota inedito
- October Road – serie TV, episodio 2x09 (2008)
- Castle – serie TV, episodio 4x06 (2011)
- Grimm – serie TV, episodio 1x09 (2012)
- Dirk Gently - Agenzia di investigazione olistica – serie TV, seconda stagione (2017)

## Doppiatrici italiane
- Chiara Gioncardi in Castle, Un principe in giacca e cravatta, Into the Dark
- Barbara De Bortoli in Dirk Gently - Agenzia di investigazione olistica
- Veronica Puccio in 14 anni vergine
- Valentina Favazza in Tutte per uno
- Connie Bismuto in La rivolta delle ex